# Montée de Guise
La montée de Guise est un ensemble immobilier situé à Dijon, en France. Il a été conçu par l'architecte espagnol Manuel Núñez Yanowsky en 1987.

## Localisation
L'édifice est situé dans le département français de la Côte-d'Or, sur la commune de Dijon.

## Historique
L'ensemble immobilier est édifié sur l’emplacement des anciennes murailles, entre l'ancien bastion militaire de Guise, construit au XVIe siècle et la porte d’Ouche, disparue aujourd’hui. La conception du projet est confiée à l'architecte espagnol Manuel Núñez Yanowsky en 1987. L’essentiel est terminé en 1993. D’autres parties sont achevées à la fin de 1999.

## Description
L'ensemble immobilier regroupe 282 logements et bureaux ainsi qu'un parking souterrain municipal. Il est organisé autour des escaliers de la montée de Guise, qui prolongent la perspective de la rue Berbisey. Les pignons des façades, les croix de Saint-André, les toitures à tuiles polychromes font référence à l'architecture médiévale du vieux Dijon. De ce point de vue, ces bâtiments appartiennent au postmodernisme. Les élévations tournées vers la voie ferrée comportent des sortes de bow-windows en verre .